# Corriente de Lomonósov

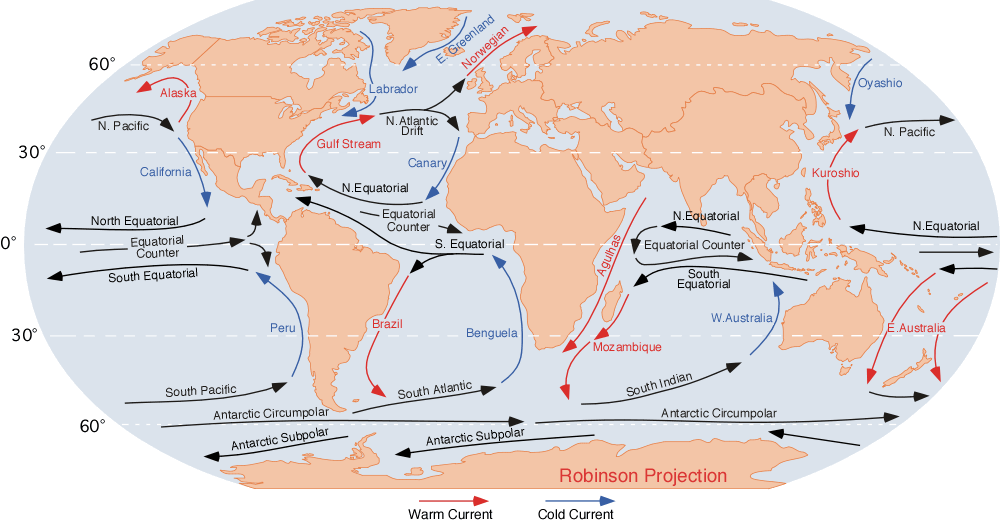
Principales corrientes oceánicas.

La corriente de Lomonósov (también llamada corriente Inferior de Lomonósov o corriente Ecuatorial Inferior) es una corriente profunda en el océano Atlántico.
Fue descubierta en 1959 durante el quinto viaje del buque oceanográfico Mijaíl Lomonósov durante una expedición del Instituto Hidrofísico Marino de la Academia de Ciencias de la antigua República Socialista Soviética de Ucrania, con sede en Sebastopol. Los investigadores a bordo fijaron cuatro estaciones de boya que contenían registradores gráficos de corrientes a 30°W. Uno de ellos, que fue ubicado a la intersección de este meridiano con el ecuador bajo la capa delgada de la Corriente Ecuatorial del Sur grabó la corriente fuerte hacia el este. Su velocidad de flujo mediana era de 96 cm por segundo y su velocidad máxima de 119 cm por segundo. La corriente recibió el nombre de Mijaíl Lomonósov.
La Lomonósov es una corriente de 200 km de ancho, 150 m de grueso y fluye hacia el este. Empieza cerca de la costa de Brasil, a unos 5°N, atraviesa el ecuador y muere a unos 5°S en el golfo de Guinea. Sus gammas de velocidad son de 60 a 130 cm por segundo, velocidad máxima medida a profundidades entre 50 m y 125 m. El caudal de la corriente Lomonósov varía de 22.5 a 28.3 Sverdrup.